# The Ultimate Alphabet
The Ultimate Alphabet (zu deutsch: Das ultimative Alphabet) ist ein illustriertes Buch von Mike Wilks. Es ist eine Sammlung von 26 Abbildungen, von denen jede eine Sammlung von Gegenständen abbildet, die mit einem bestimmten Buchstaben des Alphabets beginnen.  Zuerst wurde das Buch 1986 im Rahmen eines Wettbewerbs, welcher mit einem Preis von 10.000 £ dotiert war, veröffentlicht. Der Wettbewerb wurde 1988 abgeschlossen.  Anders als Alphabetbücher für Kinder beinhaltet es ausgefallene Wörter, und die realistische Gestaltung ist sehr aufwendig, wirkt aber wegen der ungewöhnlichen Gegenüberstellung der Materie eher surrealistisch.
Laut Wilks beinhaltet das Buch Abbildungen von insgesamt 7.777 Wörtern. Während die Seite für den Buchstaben X nur Bilder von 30 Gegenständen beinhaltet, gibt es für den Buchstaben S 1.229 Darstellungen.  Wegen der Vielschichtigkeit der Abbildungen dauerte die Fertigstellung des Buchs 18.000 Stunden. Ein einzelnes Objekt kann auch mit verschiedenen Wörtern beschrieben werden: z. B. ist ein Dalmatiner (dalmatian) auch ein Hund (dog), und eine Hexe (witch) ist auch eine Frau (woman). Umgekehrt kann dasselbe Wort sich auf verschiedene Klassen von Objekten beziehen: das Bein eines Stativs und das Bein eines Menschen zählen als zwei verschiedene Wörter, und das Bild für den Buchstaben K stellt verschiedene Typen von Königen dar.  Wilks selber erklärt in seiner Einführung, dass jeder mit bestimmten Fachkenntnissen gewiss mehr in den Bildern finde als er beabsichtigte.
Zu Wettbewerbszwecken wurde zusätzlich zu dem Buch selbst The Ultimate Alphabet Workbook (ein Arbeitsheft in Aktenstichheftung gebunden) veröffentlicht.  Es beinhaltet eine Checkliste mit 12.000 Wörtern: neben den 7.777 Wörtern, welche auf den Gemälden gezeigt wurden, waren auch 4.223, die nicht zu finden waren. Wettbewerbsteilnehmer bekamen einen Punkt für jedes korrekte Wort, verloren aber zwei Punkte für jedes falsch angekreuzte Wort.  
Nach dem Abschluss des Wettbewerbs 1988 produzierte Wilks The Annotated Ultimate Alphabet, ein Lösungsbuch mit nummerierten Strichzeichnungen von den Bildern, die sich auf Wörterlisten mit kurzen Definitionen bezogen. Diese Listen beinhalteten auch Skizzen von einigen relevanten Gegenständen.  Wie Wilks auch vorausgesagt hatte, wurden zwischen den zwei Auflagen eine Anzahl Wörter entdeckt, welche er in der ursprünglichen Liste weggelassen hatte. Insgesamt waren in dieser Auflage also 7.825 Wörter aufgeführt: der Buchstabe S hatte jetzt 1.234 Wörter.  
Noch immer gibt es Lücken; z. B. gibt es auf dem Bild für den Buchstaben A ein Standbild von Adam (welches gelistet ist), aber sein Adamsapfel (auch sichtbar) fehlt. Solchermaßen gibt es viele weitere Beispiele.
The Ultimate Alphabet ist das erste Buch in Wilks' Ultimate-Trilogie. Daneben gibt es auch „Die Ultimative Arche Noahs“ The Ultimate Noah's Ark (ISBN 0-7181-3596-2) und „Das Ultimative Finde-den-Unterschied-Buch“ The Ultimate Spot-The-Difference Book (ISBN 0-670-87856-1). Dieser letztere Titel wurde in Nordamerika unter dem Namen Metamorphosis (ISBN 0-670-87666-6) veröffentlicht.
The Ultimate Alphabet Game für iPad wurde Juni 2010 von Toytek (einem unabhängigen Spiele-Entwickler aus Großbritannien) veröffentlicht.

## Ausgabe
- Mike Wilks: The Ultimate Alphabet. Pavillion, London 1987, ISBN 1-85145-050-5.